# Scaevola eneabba
Scaevola eneabba är en tvåhjärtbladig växtart som beskrevs av R. Carolin. Scaevola eneabba ingår i släktet Scaevola och familjen Goodeniaceae. Inga underarter finns listade i Catalogue of Life.